# Poto Poto
Ne doit pas être confondu avec Poto-Poto.
Poto Poto est un jeu vidéo de puzzle développé par Sega, sorti en 1994 sur borne d'arcade.